# Erowid
Erowid (Center Erowid) — некоммерческая общеобразовательная организация, зарегистрированная в Калифорнии, США, расположенная в Северной Калифорнии, собирающая и предоставляющая информацию о растениях и химических веществах, воздействующих на психику человека, а также действиях, способных вызвать изменённые состояния сознания, такие как медитации и осознанные сновидения. Деятельность организации является воплощением на практике посредством интернета стратегии «снижения вреда».
Организация занимается созданием базы данных разрешённых и запрещённых веществ на собственном сайте Erowid.org, включая описания их ожидаемых и отрицательных эффектов. Информация на сайте накапливается из разнообразных источников, включая опубликованные печатные издания, экспертные оценки в смежных областях и описания опытов обычных людей, являясь, таким образом, как публикатором новых данных, так и хранилищем коллекции документов и изображений, ранее изданных другими. Главные серверы сайта расположены в Сан-Франциско, Калифорния. Организация существует на средства добровольных жертвователей.

## История
Выбранное основателями имя — Erowid — согласуется с обучающей философией организации. Используя корни прото-индоевропейских языков, erowid примерно можно перевести как «земную мудрость» (er — значение земли, бытия и рождения; wid — значение знания, мудрости, ведения ("ведать")). Erowid был основан в апреле 1995 года как малый бизнес. Сайт Erowid.org появился шесть месяцев спустя. В 2005 году был зарегистрирован Center Erowid, который получил статус некоммерческой общеобразовательной организации. Центр уделяет основное внимание поддержке и развитию сайта, но также принимает участие в исследованиях с другими подобными организациями и делится с ними своими данными. Организация была создана двумя энтузиастами, известными публике под их прозвищами Fire Erowid и Earth Erowid. С 2000 года оба создателя уделяют сайту всё своё рабочее время. Наряду с этим они участвуют в конференциях, производят исследования, в частности энтеогенные.
Согласно сайту, его создатели хотят видеть «мир, где люди относятся к психоактивным веществам с уважением и осведомлённостью; где люди совместно трудятся, чтобы собирать и делиться знаниями, для того, чтобы улучшить их самопознание и предоставить знания для сложного выбора, с которым сталкивается как личность, так и общество». Задача Erowid, по словам его основателей, состоит в том, чтобы обеспечить и облегчить доступ к объективной, точной и всесторонней информации о воздействующих на психику растительных и химических веществах, технологиях и других областях знаний, связанных с этой темой.
В 2001 году Erowid совместно с Международной ассоциацией психоделических исследований создал две крупные онлайновые базы данных: по теме MDMA и из материалов, хранящихся в собрании Фонда Альберта Хофмана.
На июль 2014 года собрание сайта содержит более чем 63 тысяч документов, связанных с психоактивными веществами, включая изображения, результаты исследований или выдержки из них, часто задаваемые вопросы (FAQ), статьи в средствах массовой информации, отчёты об употреблении (раздел Experience Vaults), информацию о химическом составе, дозировке, эффектах, законности, влиянии на здоровье, традиционном и энтеогенном потреблении наркотиков и результаты тестирования наркотиков. Ежегодно сайт посещают более чем 17 миллионов человек. Erowid обильно цитируется во всём мире как в научной среде, так и в средствах массовой информации, документальном кино, теле- и радиопрограммах.

## Специальные проекты

### Хранилище опытов (Experience Vaults)
На сайте существует раздел «Хранилище опытов» (Experience Vaults), в который любой желающий может послать описание своего опыта приёма наркотиков. Публикация таких рассказов ставит своей целью предоставить информацию от первого лица о том, чего нужно избегать или к чему нужно стремиться при употреблении определённых веществ. Такая информация позволяет составить примерное представление, с чем может столкнуться человек при приёме определённого вещества.
Присланные рассказы предварительно изучаются по меньшей мере двумя редакторами-добровольцами, сотрудничающими с сайтом, которые выбраковывают явно мошеннические, некачественные, не представляющие интереса и неточные рассказы и отсылают прошедшие этот отбор тексты редактору сайта, который и принимает окончательное решение о публикации. Прошедший отбор рассказ помещается в ту или иную категорию в зависимости от типа вещества, которое было доминирующим в рассказе, хотя формат публикуемых рассказов позволяет авторам упоминать, имела ли место полинаркомания. Основополагающим критерием приемлемости отчёта является его авторство — администрация сайта не принимает рассказы, написанные кем-то «со слов» употребившего описываемое вещество, рассматриваются только рассказы, написанные от первого лица. К 2006 году в адрес сайта было отослано около 50 тысяч рассказов, из которых опубликовано только около 10 тысяч (менее 20 %). Такое количество рассказов и критерии их отбора позволяют относиться к ним как к серьёзной источниковой базе, хотя и не репрезентативной, так как группа лиц, отсылающих тексты, вряд ли может считаться среднестатистической группой наркоманов. Несмотря на это отклонение, с данной базой данных работают профессиональные исследователи.

### EcstasyData
Erowid также управляет сайтом EcstasyData.org — независимой лабораторной программой тестирования таблеток экстази. Программа, запущенная в июле 2001 года, спонсируется совместно с IsomerDesign и DanceSafe и ставит своей целью контроль качества уличного экстази, для чего собирает от разнообразных организаций образцы таблеток экстази, продаваемых на улицах, производит их тестирование в специальной лаборатории, уполномоченной Управлением по борьбе с наркотиками США, и публикует результаты тестов. Таблетки экстази, купленные на улице, могут быть анонимно предоставлены этой лаборатории для тестирования и затем фотографии таблеток и результаты испытаний будут опубликованы на сайте проекта. На конец 2015 года EcstasyData издал результаты тестирования почти для 4000 образцов. Расходы на тестирования могут покрываться как со стороны учредителей этого проекта, так и теми, кто представляет таблетки для тестирования. По крайней мере один исследователь использует EcstasyData.org в качестве основного источника данных для своей публикации по теме.

### Erowid Extracts
Erowid Extracts («выдержки из Erowid») — информационный бюллетень Erowid, публикуемый дважды в год и высылаемый членам организации. Впервые был опубликован в 2001 году. Бюллетень рассказывает о новостях организации, результатах исследований, проводимых на Erowid.org, отчётах об опытах, новых статьях по теме психоделических и психоактивных растений и веществ и информации о психоделической культуре и событиях. Новые выпуски Erowid Extracts рассылаются только членам организации, но прошлые выпуски выложены в открытый доступ на сайте.

## Оценки деятельности организации
Из-за темы наркотиков, изучаемой сайтом, его оценки в средствах массовой информации и среди медицинских чиновников противоречивы. Авторы книги «Настоящие наркотики в виртуальном мире: дискурс о наркотиках и онлайн сообщество» писали в 2007 году, что Erowid — это источник информации о наркотиках, которому доверяют и что организация поставила себя на острие международной социо-культурной и юридической дискуссии о месте, распространении, вреде и законности наркотиков в современном обществе.
Американский врач и ведущий радиошоу Дин Эделл часто рекомендует Erowid слушателям, заинтересованным в приобретении знаний о наркотиках и их употреблении. Эдвард Бойер, врач отделения неотложной помощи и токсиколог, признавая, что у Erowid есть множество полезной информации, писал, что сайт может нанести больше вреда, чем пользы, так как он очень сложно устроен и неподготовленный читатель легко может упустить из вида потенциально важную информацию об опасностях при употреблении субстанций, даже если такая информация «лежит на поверхности». Антрополог Николас Ланглиц писал, что сайт Erowid также служит целям наблюдения за рынком незаконных и экспериментальных веществ и безопасностью их употребления (англ. Drug Safety — Pharmacovigilance). Даже критики сайта отметили, что симптомы «ломки» ГОМК были описаны на Experience Vaults за год то того, как эти описания появились в научной литературе.

### Запреты
Доступ к сайту Erowid.org блокируется контент-фильтрами Websense, Bess, iPrism, Lightspeed, SmartFilter и Palo Alto Networks из-за его наркотической тематики. В России доступ к сайту erowid.org заблокирован по требованию Федеральной службы по контролю за оборотом наркотиков с 2013 года.